# Tử thần sống mãi
Tử thần sống mãi (tiếng Trung: 死神永生, bính âm: Sǐshén yǒngshēng) là tiểu thuyết khoa học viễn tưởng được viết bởi nhà văn Lưu Từ Hân. Đây là quyển thứ ba trong bộ Chuyện cũ Trái Đất, là tập tiếp theo của hai quyển Tam thể và Khu rừng đen tối. Bản gốc Tiếng Trung được xuất bản năm 2010. Năm 2017, quyển tiểu thuyết được trao giải Hugo Award for Best Novel và Locus Award for Best Science Fiction Novel.

## Cốt truyện

#### Kỷ nguyên chung và kỷ nguyên khủng hoảng
Quyển tiểu thuyết mở đầu bởi câu chuyện thất thủ của Constantinople, từng là kinh đô của đế quốc Ottoman. Câu chuyện mô tả một kỹ nữ sở hữu ma thuật có khả năng gián tiếp đánh cắp báu vật và nội tạng người. Constantine XI ra lệnh cho bà giết Mehmed II. Tuy nhiên, pháp thuật của bà bị mất đi một cách bí ẩn và cuối cùng bị giết bởi những người lính Byzantine. Cùng thời điểm này, những mảnh vỡ của không gian chiều cao hơn lần đầu tiên tiếp xúc Trái Đất, lưu lại tổng cộng 25 ngày 5 giờ đồng hồ, sau đó hoàn toàn rời khỏi Trái Đất.
Tiếp theo, tiểu thuyết quay lại giai đoạn đầu của thời kỳ Tam Thể. Dương Đông, con gái của Diệp Văn Khiết, đã phát hiện ra âm mưu thông đồng của mẹ mình và người Tam Thể. Cô bất lực chứng kiến ngành vật lý gia tốc hạt của Trái Đất bị người Tam Thể âm thầm phá hoại và quyết định tự sát. Trước khi chết, Dương Đông gặp một người ở phòng thí nghiệm, về sau người này chính là Đinh Nghi. Đinh Nghi tin rằng sự sống và địa chất đã bổ sung tiến hoá cùng nhau; nếu như không có sự sống, Trái Đất ở thời điểm hiện tại sẽ rất khác.
Sau đó, tiểu thuyết quay về thời kỳ đầu của Khu rừng đen tối. Cùng với thời điểm La Tập được chọn làm người diện bích thì Trình Tâm tham gia vào dự án Bậc thang vũ trụ với mục tiêu gửi loài người tới hạm đội Tam Thể với tốc độ 1% tốc độ ánh sáng. Người được gửi đi sẽ là đại diện ngoại giao của nhân loại trong thế giới Tam Thể và có nhiệm vụ thu thập thông tin tình báo. Để đạt được mục tiêu của chương trình, Tâm đề nghị tạo các bệ phóng nguyên tử dọc theo đường bay của tàu không gian. Nhưng trọng lượng khá lớn của con tàu trở thành một trở ngại lớn. Do đó Wade, trưởng nhóm của dự án Bậc thang, đề nghị chỉ gửi một bộ não người. Wade tin rằng người Tam Thể có đủ khả năng tái tạo lại cơ thể từ bộ não.
Trong lúc này, Vân Thiên Minh là một kỹ sư mắc bệnh nan y. Anh là bạn cùng thời đại học và thầm dành nhiều tình cảm của mình cho Tâm. Khi anh bất ngờ nhận được một khoảng tiền bản quyền lớn từ một người bạn thời đại học, Minh đã mua ngôi sao DX3906 từ Liên Hợp Quốc và âm thầm gửi tặng cho Tâm. Vài ngày sau đó, Tâm tìm thấy tên của Minh trong danh sách những người mắc bệnh nan y và đến thăm anh. Tâm thuyết phục Minh tình nguyện hiến não cho dự án Bậc thang. Minh đồng ý. Sau khi Minh đã phẫu thuật hiến tặng não thì Tâm mới biết Minh chính là người đã tặng ngôi sao cho mình. Sự việc khiến Tâm đau khổ và cảm thấy tội lỗi. Khi con tàu mang theo bộ não của Minh được phóng đi, một sự cố đã xảy ra khiến con tàu chệch khỏi quỹ đạo. Người Trái Đất không nắm được tham số đường bay nên họ không thể định vị con tàu. Tâm nghĩ rằng mình đã vĩnh viễn mất Minh. Cô quyết định ngủ đông để phục vụ cho chương trình Bậc thang trong tương lai.

#### Kỷ nguyên răn đe và Kỷ nguyên phát sóng
Ở phần kết của Khu rừng đen tối, người Tam Thể buộc phải đình chiến vì Sự răn đe đảm bảo lẫn nhau (MAD) của La Tập. Đây là một chương trình phát sóng nếu thực thi sẽ làm lộ vị trí của hành tinh Tam Thể ra vũ trụ, làm tăng nguy cơ hành tinh này bị các nền văn minh khác phát hiện và tiêu diệt. Khi ấy, vị trí Hệ Mặt Trời cũng sẽ bị lộ. Trong bối cảnh đó, La Tập được chọn làm Người giữ kiếm, có trách nhiệm kích hoạt MAD một khi người Tam Thể phát động chiến tranh xâm lược Trái Đất.
Hoà bình lập lại, hai con tàu Không Gian Xanh và Thời Đại Đồ Đồng từng tẩu thoát khỏi Hệ Mặt Trời được gọi trở về. Khi Thời Đại Đồ Đồng về tới Trái Đất, hầu hết những người trên tàu bị mang ra xét xử và bị kết tội chống lại loài người; nhiều người trong số họ bị kết án tử hình. Trong tình hình như vậy, thuyền trưởng của Thời Đại Đồ Đồng đã gửi thông điệp đến Không gian xanh và cảnh báo họ không nên quay trở lại Trái Đất. Không Gian Xanh quyết định tẩu thoát khỏi Hệ Mặt Trời một lần nữa. Người Trái Đất và người Tam Thể đã hợp tác cho tàu Vạn Vật Hấp Dẫn đồng hành cùng hai Giọt nước đuổi bắt Không Gian Xanh.
Năm mươi năm sau, Trình Tâm thức dậy sau ngủ đông. Tâm cùng nhà du hành vũ trụ Ngải AA mở công ty xây dựng không gian Vành Đai Sao. Sau đó Tâm được chọn làm Người Giữ Gươm kế nhiệm thay cho vị trí của La Tập. Wade muốn cướp lấy vị trí này nên tìm cách mưu sát Tâm nhưng không thành và bị bắt giam. Tại buổi nhậm chức của Tâm, Trái Đất bị tấn công bởi các Giọt nước. Tất cả các cơ sở phát sóng MAD đặt trong lòng đất đều bị phá huỷ, chỉ còn duy nhất một trạm phát sóng được đặt trên tàu Vạn Vật Hấp dẫn là vẫn còn. Người Tam Thể đã đúng khi trước đó đã phán đoán rằng Tâm sẽ không đủ liều lĩnh như La Tập để bấm nút kích hoạt MAD. Cùng lúc này, hai Giọt nước trước đó đuổi bắt Không Gian Xanh cũng tấn công cả hai tàu Vạn Vật Hấp Dẫn và Không Gian Xanh. Nhưng các thủy thủ trên Không Gian Xanh đã phát hiện rằng có thể đi vào không gian bốn chiều và vô hiệu hai Giọt nước, đồng thời xâm nhập tàu Vạn Vật Hấp Dẫn. Khi nhận ra người Tam Thể đã phản bội, thủy thủ của cả hai tàu đã hoà hoãn và tiến hành kích hoạt chương trình phát sóng MAD thông qua ăng-ten được đặt trên tàu Vạn Vật Hấp Dẫn. Sau đó, cả Không Gian Xanh và Vạn Vật Hấp Dẫn đều cùng nhau thoát khỏi Hệ Mặt Trời.
Người Tam Thể bắt đầu dùng các Giọt nước tàn sát người Trái Đất và buộc nhân loại di cư đến Úc. Họ chủ trương bỏ đói để dân số giảm đến mức chúng có thể quản lý một cách dễ dàng. Khi biết được vị trí đã bị lộ, người Tam Thể đã từ bỏ cuộc xâm lược và bỏ chạy. Không lâu sau, con người trông thấy vụ nổ từ một trong ba mặt trời của hệ sao Tam Thể. Hành tinh Tam Thể và ngôi sao đó bị phá huỷ bởi một hạt ánh sáng được bắn ra từ một tàu chiến của một nền văn minh không xác định khác. Nhân loại cũng nhận ra rằng không sớm thì muộn Hệ Mặt Trời cũng sẽ nhận đòn tấn công từ rừng tối.
Những người Tam Thể sống sót tiết lộ rằng họ đã giam giữ Thiên Minh. Họ sắp đặt cho Tâm và Minh gặp nhau và trò chuyện từ xa với sự giám sát nghiêm ngặt. Trái với những suy nghĩ của người Trái Đất, người Tam Thể đã đối xử với Minh như một vị khách danh dự. Anh được phép truy cập vào ngân hàng dữ liệu của người Tam Thể. Trong cuộc trò chuyện với Tâm, Minh đã kể cho cô ba câu chuyện cổ tích, trong đó anh khéo léo lồng ghép và ẩn giấu những kiến thức khoa học Tam Thể vào thông tin tình báo quan trọng gửi đến Trái Đất. Người Trái Đất chỉ giải mã được câu chuyện thứ hai và thứ ba, qua đó tìm được hai thông điệp: (1) con người có thể di chuyển với tốc độ ánh sáng bằng cách bẻ cong không gian bằng "lực đẩy cong"; (2) một nền văn minh có thể gửi "thông điệp an toàn" ra cộng đồng vũ trụ bằng cách làm giảm tốc độ ánh sáng để tạo ra "Hắc Vực" giấu kín Hệ Mặt Trời, đổi lại sẽ bị cô lập hoàn toàn với vũ trụ.

#### Kỷ nguyên Boong ke
Nhân loại đầu tư xây dựng các thành phố không gian dựa vào các nguồn sáng nhân tạo. Những thành phố này được ẩn nấp phía sau Sao Mộc trong trường hợp Mặt trời bị tấn công bởi hạt ánh sáng. Thời gian trôi đi, gần như là toàn bộ nhân loại trên Trái Đất đã được di tản. Nghiên cứu về lực đẩy cong đã bị nhân loại bài trừ vì họ nghĩ rằng đây sẽ chỉ là lối thoát cho giới siêu giàu. Hơn nữa, một khi những con tàu vũ trụ di chuyển với tốc độ ánh sáng bằng lực đẩy cong sẽ vĩnh viễn để lại những vệt không-thời gian không thể xoá nhoà. Điều này làm tăng nguy cơ vị trí của Trái Đất sẽ bị phát hiện bởi các nền văn minh khác. Tuy vậy, Trình Tâm hoàn toàn không đồng ý với quan điểm này nên đã đồng ý để Wade sử dụng toàn bộ tài sản của cô và bí mật lập nhóm nghiên cứu về động cơ di chuyển bằng lực đẩy cong. Tâm và Wade giao ước với nhau rằng những nghiên cứu này sẽ không làm tổn thương đến nhân loại. Sau thỏa thuận này, Tâm và AA tiếp tục ngủ đông.
Trình Tâm bị đánh thức sau 60 năm ngủ đông theo đề nghị của Wade. Ông ta và các cộng sự chuẩn bị tham gia vào một cuộc chiến chống lại chính phủ. Vì lo lắng sự tàn phá của vũ khí phản vật chất mà Wade sẽ sử dụng trong cuộc chiến, Tâm ra lệnh cho Wade đầu hàng theo như giao ước trước đó. Wade miễn cưỡng đồng ý và ra lệnh cho lực lượng của mình hạ vũ khí đầu hàng. Nhưng chính phủ lại không nhượng bộ mặc dù Wade đã đầu hàng và hơn nữa, những thành tựu nghiên cứu mà ông mang lại đã giúp ích rất lớn cho nhân loại. Wade bị hành quyết. Quyết định này của chính phủ khiến Tâm thất vọng và cảm thấy cuộc sống của mình mất hết phương hướng. Cô quyết định cùng AA ngủ đông thêm 60 năm nữa.
Tâm và AA một lần nữa được đánh thức khi Trái Đất có báo động sắp bị tấn công. Mọi sự chuẩn bị ứng phó trước đó của loài người trở nên vô nghĩa. Trước đó, nhân loại đã chuẩn bị mọi thứ cho một cuộc tấn công từ các hạt sáng bắn vào Mặt Trời. Nhưng kẻ thù ngoài vũ trụ biết con người sẽ ẩn nấp phía sau Sao Mộc, nên thay vào đó chúng quyết định huỷ diệt cả Hệ Mặt Trời bằng một vũ khí huỷ diệt hai chiều chiều có dạng mảnh giấy, làm cho cả Hệ Mặt Trời sụp đổ vào một mặt phẳng hai chiều chiều. Vũ khí này vốn đã được Thiên Minh cảnh báo trước đó trong câu chuyện cổ tích tình báo đầu tiên nhưng nhân loại đã không giải mã được. Cách duy nhất để thoát khỏi sự sụp đổ này là nhân loại phải đạt đến tốc độ thoát ly: tốc độ ánh sáng. Vì không còn công nghệ lực đẩy cong để trốn thoát, toàn bộ Hệ Mặt Trời cùng loài người đã bị cán bẹp và huỷ diệt trong không gian 2 chiều. Trong đợt tấn công này, chỉ có Trình Tâm và AA thoát thân được nhờ một con tàu dịch chuyển bằng lực đẩy cong được thiết kế bí mật bởi các cộng sự của Wade. Họ gặp và từ biệt La Tập – lúc này đã 200 tuổi và sống ẩn dật trên Sao Diêm Vương – trước khi chạy trốn đến hệ sao DX3906.

#### Kỷ nguyên thiên hà
Tâm và AA bay với tốc độ ánh sáng đến Hành Tinh Xanh – một hành tinh quay quanh ngôi sao DX3906 mà trước đó Minh đã tặng cho Tâm. Chuyến đi đã ngót 287 năm, nhưng do di chuyển trong không gian cong, họ thực chất chỉ trải qua 2 ngày. Ở đây, họ đã gặp Quan Nhất Phàm, một thủy thủ của tàu Vạn Vật Hấp Dẫn. Nhất Phàm đã cho họ biết các thủy thủ của Vạn Vật Hấp Dẫn và Không Gian Xanh đã nghiên cứu phát triển lực đẩy cong và định cư ở bốn hành tinh ở các hệ sao khác nhau. Một trong bốn hành tinh này được ẩn nấp trong Hắc Vực.
Tâm và Phàm đến Hành Tinh Xám để điều tra dấu hiệu của một nền văn minh vừa ghé qua. Tại đây, họ phát hiện ra các vệt không-thời gian do một nhóm người đến từ một nền văn minh nào đó để lại để cố gắng đẩy nhanh sự sụp đổ của vũ trụ. Phàm kể cho Tâm về giả thuyết rằng vũ trụ đang dần bị xé toang bởi chiến tranh giữa các thiên hà. Trong quá khứ, đã từng tồn tại vũ trụ 10 chiều và ở đó ánh sáng có tốc độ vô hạn. Các nền văn minh trong thiên hà đã cố gắng hạ thấp số chiều để sinh tồn, đồng thời tiêu diệt nền văn minh khác bằng cách cho sụp đổ không gian ở số chiều cao hơn. Một vài nền văn minh vì cố gắng tạo ra Hắc Vực để chống lại những cuộc tấn công từ bên ngoài đã làm cho tốc độ ánh sáng trên toàn vũ trụ giảm đi, dẫn đến những gián đoạn không-thời gian.
Khi Tâm và Phàm quay lại Hành Tinh Xanh, AA báo cho họ Thiên Minh cũng đã đến đó. Tâm mừng khôn xiết vì cuối cùng họ cũng được trùng phùng. Nhưng các đường mòn không-thời gian bất ngờ mở rộng và nuốt chửng Tâm và Phàm 60 ngày trong đó. Khi thoát ra, họ nhận thấy rằng vũ trụ bên ngoài đã trôi qua 18 triệu năm. Tốc độ ánh sáng cũng đã bị hạ đến mức cực thấp khiến cho mọi thiết bị máy tính không thể hoạt động. Họ tìm được di thư cho biết AA và Thiên Minh đã có cuộc sống hạnh phúc cùng nhau. Họ để lại cho Tâm món quà đặc biệt: một tiểu vũ trụ song song có kích thước 1 km³ được tạo ra bởi công nghệ của người Tam Thể. Ở đó có một trang trại bình dị, nơi mà Tâm và Phàm có thể sống trọn quãng đời còn lại. Trong lúc đó, đại vũ trụ bên ngoài đang sụp đổ và tái sinh thành Vườn địa đàng.
Sau khi sống trong tiểu vũ trụ một khoảng thời gian, Tâm và Phàm nhận được tin từ đại vũ trụ cho họ biết việc xây dựng các tiểu vũ trụ làm mất đi khối lượng chung của đại vũ trụ. Việc này dẫn đến nguy cơ phá vỡ chu kỳ mở rộng, sụp đổ và tái sinh của đại vũ trụ. Cuối cùng Tâm và Phàm quyết định phân rã tiểu vũ trụ của mình, trả lại vật chất cho đại vũ trụ đang sụp đổ để tái sinh. Họ để lại lời nhắn trong một cái chai và một chậu cá để những nền văn minh tương lai khám phá.

## Nhân vật
- Trình Tâm (程心) – Kỹ sư không gian đầu thế kỷ 21, Người Giữ Gươm thứ hai
- Vân Thiên Minh (云天明) – Bạn học thời đại học và cũng là người thầm yêu Tâm; não của anh được gửi đến hạm đội Tam Thể và được người Tam Thể tái sinh.
- Thomas Wade (托马斯·维德) – Cựu giám đốc CIA, là ứng cử viên sáng giá nhất của Người Giữ Gươm, nghiên cứu và phát triển động cơ lực đẩy cong.
- Ngải AA (艾AA) – Tiến sĩ vũ trụ học từ Kỷ nguyên răn đe, bạn của Tâm.
- La Tập (罗辑) – Nhà xã hội học vũ trụ, Người Giữ Gươm thứ nhất.
- Tomoko (智子) — Robot hình người của người Tam Thể, điều khiển bởi các Hạt trí tuệ, sứ giả giữa người Trái Đất và người Tam Thể.
- Quan Nhất Phàm (关一帆) – Một cư dân trên tàu Vạn Vật Hấp Dẫn.
- Dương Đông (杨冬) – Nhà vật lý lý thuyết dây, con gái của Diệp Văn Khiết và Dương Vệ Ninh, về sau tự sát.
- Ca sĩ (Singer) –  Quan sát viên từ một nền văn minh bí ẩn đã bắn tấm giấy hai chiều làm Hệ Mặt Trời sụp đổ vào không gian 2 chiều.

## Các quyển tiểu thuyết trong cùng bộ
Cùng với quyển Tử thần sống mãi, bộ ba Chuyện cũ Trái Đất còn có:
- 三体, (Tam Thể): Bản dịch Tiếng Việt được dịch bởi Lục Hương và được xuất bản bởi NXB Nhã Nam năm 2008.[2]
- 死神永生 (Khu rừng đen tối); bản dịch Tiếng Việt được dịch bởi Lục Hương và được xuất bản bởi NXB Nhã Nam năm 2019.[3]